# Inoreader
Inoreader est un lecteur de contenu et de flux RSS en ligne pour les navigateurs Web et sous forme d'application pour les appareils mobiles exécutant iOS et Android. Il compile des flux d'actualités à partir de sources en ligne pour l'utilisateur dans une mise en page unifiée à personnaliser et à partager avec d'autres,. Inoreader a été lancé par Innologica en 2013.

## Histoire
En 2012, Ivo Djokov et Yordan Yordanov ont cofondé Innologica Ltd. Ils ont commencé à travailler sur un projet, appelé Inoreader, après avoir lu les spéculations de 2012 selon lesquelles Google Reader allait fermer. Les fondateurs ont cherché à créer une plate-forme utilisant les flux RSS avec une intégration des médias sociaux pour connecter les utilisateurs aux informations qu'ils trouvent intéressantes. En 2013, Inoreader a été officiellement lancé en trois versions : Basic, Plus et Professional, qui prenaient en charge à la fois RSS et Atom.
Après la sortie initiale d'Inoreader, plusieurs développeurs ont rejoint le projet et Innologica a ouvert son API à l'usage d'autres développeurs.

## Interface
L'interface de l'application a évolué plusieurs fois à partir d'une première version, optimisée pour une large gamme d'appareils. L'application nécessite une inscription et peut être configurée pour récupérer les flux à intervalles réguliers. Fin 2013, Inoreader a bénéficié d'une mise à niveau de son expérience utilisateur et de sa conception. Outre la fonction de base de lecteur de contenu et de flux, Inoreader sert des fonctions supplémentaires, certaines des fonctionnalités sont :
- automatiser des tâches spécifiques avec des règles internes
- enregistrer des pages du Web pour les lire plus tard [4]
- recherche dans tous les flux indexés, pas seulement les abonnements [9]
- créer des recherches qui sont mises à jour avec de nouveaux articles correspondant à des mots clés spécifiques
- organisation des flux dans des dossiers et attribution de balises [10]
- importation manuelle de flux d'autres agrégateurs
- afficher le contenu étendu de l'article
- Téléchargements PDF
- partage sur les réseaux sociaux et en interne dans la plateforme
- archive complète des éléments passés dans les abonnements de l'utilisateur

## Accueil
Les premières critiques de l'application ont été pour la plupart positives. Elle a été considérée comme l'une des principales alternatives à Google Reader, et son interface utilisateur s'est avérée très similaire à celle de Google Reader. Elle a été principalement appréciée pour les nombreuses fonctions différentes qu'elle offre aux utilisateurs, dont la plupart sont incluses dans le plan de base gratuit, bien qu'avec une utilisation limitée. En 2015, Innologica a monétisé son application et introduit des publicités sur sa plateforme, un changement qui a été critiqué par ses utilisateurs. La société a ensuite annoncé que les publicités pouvaient être supprimées si l'utilisateur optait pour une mise à niveau de son abonnement.